# スプロフェン
スプロフェン(Suprofen)は、ヤンセン ファーマが開発した非ステロイド性抗炎症薬 (NSAIDs) である。錠剤、目薬としての米国での使用は中止されている。日本では各種の湿疹に適応を持つ外用剤が販売されている。商品名はスルプロチン、スレンダム、トパルジック。副作用として光アレルギーを起こすことがある。

## 使用
スプロフェンは、当初錠剤として用いられていたが、腎臓への影響のため、経口摂取は中止された。その後、眼科用の溶液として、通常は外科手術中及び後の縮瞳の防止のために用いられた。しかし、この用途としても、少なくともアメリカ合衆国では使用が中止された。
日本では外用薬が販売されており、適応症は、急性湿疹、接触皮膚炎、アトピー性皮膚炎、慢性湿疹、皮脂欠乏性湿疹、酒さ様皮膚炎・口囲皮膚炎、帯状疱疹。
日本皮膚科学会の2017年のニキビのガイドラインは、NSAIDsには本薬でなくイブプロフェンピコノールを挙げている（そちらの記事を参照のこと）。2018年のアトピー性皮膚炎のガイドラインでは、非ステロイド性抗炎症薬 (NSAID) の外用薬は抗炎症作用が弱いので有効であるという証拠はなく、副作用で販売中止となったブフェキサマクの副作用を例にして推奨できないとしている。

## 副作用
外用剤では光への感受性が増加し、光接触性皮膚炎（光アレルギー）を起こすことがある。